# Brighton, South Australia
Brighton är en ort i Australien. Den ligger i kommunen Adelaide och delstaten South Australia, omkring 12 kilometer sydväst om delstatshuvudstaden Adelaide. Antalet invånare är 3 336.
Runt Brighton är det tätbefolkat, med 591 invånare per kvadratkilometer.. Närmaste större samhälle är Adelaide, omkring 12 kilometer nordost om Brighton.
Genomsnittlig årsnederbörd är 729 millimeter. Den regnigaste månaden är juni, med i genomsnitt 133 mm nederbörd, och den torraste är december, med 21 mm nederbörd.